# Yoderita
La yoderita és un mineral de la classe dels silicats. Va rebre el seu nom l'any 1959 per Duncan Mckie en honor de Hatten Schuyler Yoder, Jr. (1921-2003), petròleg, director del Laboratori de Geofísica, del Carnegie Institution for Science (Estats Units).

## Característiques
La yoderita és un silicat de fórmula química Mg(Al,Fe3+)₃(SiO₄)₂O(OH). Cristal·litza en el sistema monoclínic. Es troba en forma de cristalls anèdrics, aplanats o en forma d'escates, paral·lels a [010], de fins a 12 mil·límetres. La seva duresa a l'escala de Mohs és 6.
Segons la classificació de Nickel-Strunz, la yoderita pertany a «09.A - Estructures de nesosilicats (tetraedres aïllats), amb anions addicionals; cations en [4], [5] i/o només coordinació [6]» juntament amb els següents minerals: sil·limanita, andalucita, kanonaïta, cianita, mullita, krieselita, boromullita, magnesiostaurolita, estaurolita, zincostaurolita, topazi, norbergita, al·leghanyita, condrodita, reinhardbraunsita, kumtyubeïta, hidroxilcondrodita, humita, manganhumita, clinohumita, sonolita, hidroxilclinohumita, leucofenicita, ribbeïta, jerrygibbsita, franciscanita, örebroïta, welinita, el·lenbergerita, sismondita, magnesiocloritoide, ottrelita, poldervaartita i olmiïta.

## Formació i jaciments
Va ser descoberta l'any 1959 a Mautia Hill, Kongwa, a la regió de Dodoma (Tanzània). També ha estat trobada a Kadunguri Whiteschists, a Zambezi Belt (Mashonaland Occidental, Zimbabwe). Sol trobar-se associada a altres minerals com: cianita, talc, hematites i quars.